# Вечное возвращение (будущий фильм)
«Вечное возвращение» (англ. Eternal Return) — предстоящий эпический романтический фильм, сценариста и режиссёра Янив Раз. Главные роли в фильме исполнили Наоми Скотт и Кит Харингтон.

## Сюжет
Женщина отправляется в прошлое, чтобы вновь обрести способность любить.

## В ролях
- Наоми Скотт — Кас[3]
- Кит Харингтон — Верджил
- Саймон Кэллоу — Малкольм
- Соноя Мизуно
- Джей Ликурго

## Производство
О начале работы над фильмом стало известно в мае 2023 года. Главные роли в фильме получили Наоми Скотт, Кит Харингтон и Джереми Айронс, Скотт также выступит в качестве продюсера. Янив Раз стала сценаристом и режиссёром. В декабре 2023 года было объявлено о завершении съёмок проекта. Съёмки проходили в Лондоне, Кардиффе и Бристоле. Саймон Кэллоу в какой-то момент заменил Айронса.